# 日本選手権(25m)水泳競技大会
日本選手権(25m)水泳競技大会（にほんせんしゅけん 25メートルすいえいきょうぎたいかい）は、競泳短水路（25mプール）の日本一を決める競技会である。

## 概要
以前は2月下旬ごろに偶数年は世界短水路選手権の選考会、奇数年は海外招待選手も加えた国際オープン大会として行われていた。ただし、2010年は世界短水路選手権が12月開催のため、奇数年と同じ国際オープンとして実施され、選考会は別に行われた。
2013年度からはFINA競泳ワールドカップとの併催に伴い10月ないし11月に実施している。ただし、2015年度のみW杯が長水路で実施したため併催されていない（日本選手権 (25m) 自体は中止となったが第57回大会として扱われている）。公式計時はオメガ。2018年は日本選手権自体が中止となったため、代わりに世界選手権代表選考会として開催された。
予選はすべてタイムレースで、上位8名が決勝へ、9 - 16位の選手がB決勝に進出する。ただし、800m・1500m自由形はタイム決勝、400m自由形・400m個人メドレーはB決勝を行わない。決勝・B決勝進出に関して、同記録で予定人員を超えた場合は、抽選により進出者を決定する。本大会は2006年度第47回大会より日本水泳界初の賞金レースとなった。各種目3位までの入賞者、男女最優秀選手、世界新記録樹立者に賞金が贈呈される。

## 大会名の変遷
2006年（2005年度）の第47回大会までは「日本短水路選手権勝村幾之介記念水泳競技大会」と呼ばれていた。勝村幾之介は東京辰巳国際水泳場の建設も請け負った勝村建設（後のエム・テック）の元社長で日本水泳連盟理事長も務めた人物である。2007年（2006年度）の第48回大会から2010年（2009年度）第51回大会までの正式名称は「日本短水路選手権水泳競技大会」。
第47回大会から第51回大会までの5年間は、大会呼称として「競泳ジャパンオープン (JAPAN OPEN)」と呼ばれていた（なお、2008年よりジャパンオープンは長水路においても6月に開かれている）。
長らく前述の呼称が正式名称であったが、2011年（2010年度）の第52回大会では「日本選手権水泳競技大会競泳競技 (25m)」と変更され、さらに2012年（2011年度）の第53回大会以降は「日本選手権 (25m) 水泳競技大会」と正式名称が変更された。

## 賞金
| 賞           | 金額 (円) | 備考                                          |
| ------------ | --------- | --------------------------------------------- |
| 世界新記録賞 | 2,000,000 | 同一種目で予選・決勝と樹立した場合は1プライズ |
| 最優秀選手賞 | 2,000,000 | 男女各￥1,000,000。FINAポイントにより選定     |
| 各種目 1位   | 100,000   |                                               |
| 各種目 2位   | 50,000    |                                               |
| 各種目 3位   | 10,000    |                                               |

## 実施種目
- 自由形 (50m, 100m, 200m, 400m, 女子800m, 男子1500m)
- 平泳ぎ (50m, 100m, 200m)
- 背泳ぎ (50m, 100m, 200m)
- バタフライ (50m, 100m, 200m)
- 個人メドレー (100m, 200m, 400m)

## 大会開催地一覧
| 回 | 年度 | 期日           | 会場                       | 備考                                       |       |
| -- | ---- | -------------- | -------------------------- | ------------------------------------------ | ----- |
| 47 | 2005 |                |                            |                                            |       |
| 48 | 2006 |                |                            |                                            |       |
| 49 | 2007 |                |                            |                                            |       |
| 50 | 2008 |                |                            |                                            |       |
| 51 | 2009 |                |                            |                                            |       |
| 52 | 2010 |                |                            |                                            |       |
| 53 | 2011 |                |                            |                                            |       |
| 54 | 2012 |                |                            |                                            |       |
| 55 | 2013 |                |                            |                                            |       |
| 56 | 2014 |                |                            |                                            |       |
| 57 | 2015 |                |                            |                                            |       |
| 58 | 2016 | 10月25日～26日 | 東京辰巳国際水泳場         | FINAスイミングワールドカップ 2016 東京大会 | [ 3 ] |
| 59 | 2017 | 11月14日～15日 | 東京辰巳国際水泳場         | FINAスイミングワールドカップ 2017 東京大会 | [ 4 ] |
| 60 | 2018 |                |                            | 第14回世界選手権(25m)代表選手選考会        |       |
| 61 | 2019 | 10月26日～27日 | 東京辰巳国際水泳場         |                                            |       |
| 62 | 2020 | 10月17日～18日 | 東京辰巳国際水泳場         |                                            |       |
| 63 | 2021 | 10月16日～17日 | 東京辰巳国際水泳場         |                                            |       |
| 64 | 2022 | 10月22日～23日 | 東京辰巳国際水泳場         |                                            |       |
| 65 | 2023 | 10月21日～22日 | 東京アクアティクスセンター |                                            |       |
| 66 | 2024 | 10月19日～20日 | 東京アクアティクスセンター |                                            |       |

## 放送
テレビ朝日のGET SPORTSで録画中継を実施。